# Скрабське
Скрабське (словац. Skrabské) — село, громада в окрузі Вранов-над-Теплою, Пряшівський край, східна Словаччина. Розташоване на межі Низьких Бескидів та Поздішовської височини в долині річки Топля.
Уперше згадується 1321 року.
У селі є римо-католицький костел (1753) в стилі класицизму на місці старішої фортеці та садиба з половини 19 століття перебудована на початку XX століття.

## Населення
| Рік:            | 1994. | 2004.    | 2014.   | 2024.   |
| --------------- | ----- | -------- | ------- | ------- |
| Кількість осіб: | 638   | 733      | 786     | 773     |
| Різниця:        |       | +14,89 % | +7,23 % | -1,65 % |

| Рік:            | 2023. | 2024.   |
| --------------- | ----- | ------- |
| Кількість осіб: | 756   | 773     |
| Різниця:        |       | +2,24 % |

У селі проживає 796 осіб.
Національний склад населення (за даними перепису 2001 року):
- словаки — 99,85 %,
- цигани — 0,15 %.

Склад населення за приналежністю до релігії станом на 2001 рік:
- римо-католики — 86,26 %,
- греко-католики — 7,89 %,
- протестанти — 4,82 %,
- не вважають себе вірянами або не належать до жодної конфесії — 1,02 %.